# بيرند مارتن
بيرند مارتن (بالألمانية: Bernd Martin)‏ (10 فبراير 1955 شتوتغارت ألمانيا - ) هو لاعب كرة قدم ألماني يلعب كمهاجم.

## مسيرته الكروية
لعب بيرند مارتن خلال مسيرته الاحترافية مع ناديين في اثنا عشر موسمًا وسجل خلالها 23 هدفًا ضمن 234 مباراة. حيث فاز في موسم واحد بالكأس وفي موسم واحد بالدوري.
خاض بيرند مارتن مسيرته مع نادي شتوتغارت في موسم 1973–74 ليلعب معه تسعة مواسم، مشاركًا في 218 مباراة سجل خلالها 23 هدفًا. ثم انتقل إلى نادي بايرن ميونخ في موسم 1982–83 واستمر معه طيلة ثلاثة مواسم، حيث شارك في 16 مباراة ولم يسجل أي هدف.

## روابط خارجية
- بيرند مارتن على موقع قاعدة بيانات كرة القدم.إي يو (الإنجليزية)
- بيرند مارتن على موقع بيانات كرة القدم. دي إي (الألمانية)
- بيرند مارتن على موقع ناشيونال فوتبول تيمز (الإنجليزية)
- بيرند مارتن على موقع عالم كرة القدم.نت (الإنجليزية)